# Slag bij Burdigala
De Slag bij Burdigala (Romeinse naam van Bordeaux), soms ook aangeduid als de Slag bij Agen, vond plaats in 107 v. Chr.. Deze veldslag was onderdeel van de Cimbrische oorlog. 
De strijd werd uitgevochten door een gecombineerd Germaans-Keltisch leger, waaronder de Helvetische Tigurini onder het bevel van Divico en de troepen van de Romeinse Republiek onder het bevel van Lucius Cassius Longinus, Lucius Caesoninus en Gaius Popillius Laenas (zoon van Publius Popillius Laenas). Longinus en Caesoninus werden gedood tijdens de slag. De strijd resulteerde in een overwinning voor de Germaans-Keltische stammen.

## Achtergrond
In 112 v.Chr. versloegen de Germaanse volkeren Cimbri en Teutonen een Romeins leger onder bevel van Gnaeus Papirius Carbo in de Slag bij Noreia. De overwinnaars eisten het recht op om zich te vestigen op Romeins grondgebied, wat hun werd geweigerd.
In 111 v.Chr. had het Helvetische volk van de Tigurini zich bij hen aangesloten, waarna ze Gallië doorkruisten. Terwijl de route naar Italië open lag, verplaatsten de Cimbri en hun bondgenoten zich naar de Agri decumates. Ze drongen Gallia Transalpina binnen, en vervolgens Keltiberië.
In 109 v.Chr. versloegen ze het leger van consul Marcus Junius Silanus in Gallia Narbonensis. De locatie van deze slag is echter onbekend.
Vervolgens sloten de Germanen een alliantie met de Tigurini. In 107 v.Chr. waren de Tigurini, op zoek naar buit, op weg naar Toulouse. Rome bereidde zich voor op een invasie van het Italiaans schiereiland, die echter uitbleef.

## Prelude
In 107 voor Christus lanceerde de Romeinse Senaat een campagne onder Lucius Cassius Longinus, Lucius Caesoninus en Gaius Popillius Laenas, om een van hun stammen die bondgenoot waren te verdedigen. Aanvankelijk ging alles goed voor Rome. Net buiten Tolosa ontmoetten de strijders elkaar en ondanks de enorme aantallen Germanen en hun bondgenoten versloeg Longinus hen en trokken ze zich wanordelijk terug.

## De slag
Toen Longinus Burdigala bereikte, was de plaats aanzienlijk versterkt en hadden de gecombineerde stammen versterkingen ontvangen. Naast de reeds aanwezige strijdkrachten, hadden de Nitiobroges, een lokale stam, bijgedragen aan de verdediging van de nederzetting. De aanwezigheid van Cimbri en Teutonen verhoogde de gevechtskracht van de verdedigers aanzienlijk. Longinus vestigde zijn kamp op een verdedigbare heuvel in de nabijheid van Burdigala. Hij initieerde vervolgens een aanval op het oppidum, mogelijk in de verwachting dat een snelle overwinning de Gallische bevolking zou onderwerpen en de opmars van de Germaanse stammen zou stuiten.
Longinus plaatste het kamp onder het bevel van Popillius Laenas. Vervolgens rukte hij op richting Burdigala, echter zonder de troepen in een geordende formatie te formeren of adequate verkenningsmaatregelen te treffen. 
Nabij Burdigala liepen Longinus en zijn leger in een hinderlaag, georganiseerd door de gecombineerde stammen. Tijdens de confrontatie sneuvelde Longinus, samen met naar schatting 10.000 soldaten. Livius beschrijft hoe consul Lucius Cassius Longinus met zijn leger werd afgeslacht door de Gallische Tigurini in het gebied van de Nitiobroges. Popillius Laenas wist een verdere escalatie te voorkomen door een overeenkomst met de vijand te sluiten. De overlevende Romeinse troepen werden gedwongen gijzelaars te geven en de helft van hun bezittingen af te staan om een veilige aftocht te bedingen.

## Gevolgen
De Romeinse nederlaag had aanzienlijke gevolgen. Het nieuws van de verloren slag bereikte het Gallische platteland, wat leidde tot opstanden in verscheidene steden, waaronder Toulouse. In het daaropvolgende jaar, 106 v.Chr., ondernam de Romeinse consul, Quintus Servilius Caepio, een militaire campagne tegen de opstandige Gallische troepen die Toulouse bezetten. Deze campagne resulteerde in de herovering van Toulouse en de inbeslagname van een aanzienlijke hoeveelheid goud, bekend als het goud van Tolosa (Aurum Tolosanum). Een aanzienlijk deel van deze buit is echter verloren gegaan tijdens het transport naar Massilia. De verdwijning van de buit leidde tot speculaties over corruptie binnen de Romeinse administratie. In 105 v.Chr. leden de Romeinse legioenen een verdere nederlaag tegen de gecombineerde Germanen en Tigurini in de Slag bij Arausio.